# Grande école (film)
Grande école (tj. Vysoká škola) je francouzský film režiséra Roberta Salise z roku 2004. Spoluautorem scénáře je Jean-Marie Besset, který jej napsal podle své divadelní hry z roku 1995. Film byl nominován na Rotterdamském mezinárodním filmovém festivalu na ocenění „Tiger award“.

## Děj
Paul začne studovat na grande école a rozhodne se bydlet na koleji se svými novými spolužáky namísto aby bydlel se svou přítelkyní Agnès. Té se po čase zdá, že jejich vztah již není tak jako dřív a zjistí, že Paula přitahuje jeho spolubydlící Louis-Arnault. A to tak intenzivně, že mu ukradne i jeho boxerky. Proto Paulovi navrhne sázku o to, kdo dostane Louise-Arnaulta jako první. Když ona, Paul přestane přemýšlet o svých pocitech k mužům a zůstane s Agnès. Když vyhraje Paul, rozejdou se. V té době se Paul seznámí v kampusu s mladým arabským dělníkem Mécirem, který se do mladého studenta zamiluje. Paul jeho city opětuje.

## Obsazení
| Grégori Baquet    | Paul                   |
| Alice Taglioniová | Agnès, jeho přítelkyně |
| Jocelyn Quivrin   | Louis-Arnault          |
| Salim Kechiouche  | Mécir                  |
| Arthur Jugnot     | Bernard Chouquet       |